# 性別過渡
性别过渡（gender transitioning），也称性别跨越、性别转换，是一个人改变其性别表现或性别特征以符合其性别认同——即男性，女性，或是非二元或性别酷儿的性别认同。对于跨性别或变性人士，即性别认同与其出生时的指定性别不符的人，这一过程经常但不必须包括性別重置療法（可能包括性别肯定激素治疗和性別肯定手術）。性别过渡可能但不一定包括医学治疗。变装者，变装皇后，和变装国王因其性别表现通常只是暂时的，所以一般不会性别过渡。
一个人的性别过渡在其因觉得自己性别认同与其指定性别不一致，而决定性别过渡而开始。最常见的性别过渡的一个组成部分是第一次出柜。性别过渡是一个可能持续几个月到几年的过程。有些跨性别者，尤其是非二元性别人士于性别酷儿们的性别过渡可能持续其一生，并随着时间流逝而重新定义和理解他们的性别。总的来说，一个人的性别过渡通常于其感到最安全和适应的地方开始：对于有些人，这首先会是他们的家庭，然后才是朋友；而其他人则可能正相反。有时一个人的性别过渡在其生活的不同圈子里可能处于不同的阶段。譬如，一个人的性别过渡可能在其家庭和朋友的圈子里走的很远，但在工作单位里可能还没有出柜。

## 术语
性别过渡有时与性别重置手术相混淆，但性别重置手术只是性别过渡可能包括的一部分。许多选择性别过渡的人选择不接受性别重置手术，或者并没有接受性别重置手术的选择。相较于性别重置手术只是一个手术手段，性别过渡更为整体全面，并通常包括了物理，心理，社会，和感情的变化。有些跨性别者和非二元性别人士有很小或没有通过手术改变其身体的欲望，而寻求通过其他方式性别过渡。
“过关”（英语：passing) 指一个人被其他人感知和认可为其性别认同。过关可以是性别过渡的一部分，不过一部分跨性别者可能会有意选择不过关。不过关可能会导致不同程度的负面后果，包括性别错称（misgendering)，暴力，虐待，和被拒绝提供医疗服务，等等。
“全职”（英语：going full-time) 指一个人每天都以和其性别认同一致的性别生活。安全，法律，或身体方面的因素可能限制一个人能否过关。例如，一个曾以女性身份做某份工作的人可能觉得其无法安全的以男性的身份出现，并可能因此而换工作。依照世界跨性别人士健康专业协会(WPATH)对变性人士，跨性别者，和性别非常规人士的医疗健康标准 （英语：Standards of Care for the Health of Transsexual, Transgender, and Gender Nonconforming People)的心理学专业人士，一般不会要求患者在接受激素肯定疗法或性别重置手术前全职至少一年（即所谓实际生活体验，Real-life experience，通常要求的时间)，但不依照这些准则的心理医学专业人士则可能会有这样的要求。
“隐身”（英语：going stealth)指每天以一个不会导致其他人意识到自己是跨性别者的性别生活。跨性别者通常在公开场合下隐身，但不包括家庭，伴侣，或是亲近的朋友。
“社会性别过渡”（英语：social transition)指性别过渡中包括社交，化妆，和法律上的变化，而不包括医疗手段。经历社会性别过渡的人可能会请求别人以其更喜欢的名字和性别称呼，还可能在法律上改变其姓名。
“逆性别过渡”（英语：detransition)指将一个人的性别表现或性别特征改回与其出生指定性别一致。去性别过渡也曾被称为重性别过渡（英语： retransition), 但重性别过渡也可以指在去性别过渡后再次性别过渡。

## 性别过渡的各个方面
性别过渡是一个复杂的、涉及了一个人生活中部分或所有涉及性别的部分的过程。这一过程可能包括一个人的审美打扮，社会角色，合法地位，和其身体本身。人们可能基于其自己的性别认同，身体形象，个性，经济状况，有时也包括其他人的态度来选择性别过渡的组成。一个人可以稍微实验不同的变化以了解哪样的变化最适合自己。性别过渡在不同的文化和次文化中会因这些社会对性别不同的看法而有所不同。

### 社会，心理，和美学方面
性别过渡的社会过程开始于出柜，即告知其他人自己是一名跨性别者的行为。由此开始，刚出柜的跨性别者可能会选择一个新的名字，并可能请求其他人以于原先不同的代词称呼；譬如，一名男跨性别者会请求其他人以“他”而非“她”称呼自己，而一名非二元性别人士或性别酷儿则可能会希望被称呼为“TA”。个人关系经常会随性别而改变；曾经的异性关系会变成同性，反之亦然。性别角色和社会期待经常随性别过渡的进展而改变。美学和时尚也经常在性别过渡的考量之中。正进行性别过渡的人们通常改变他们的衣着和饰品，换一个新的发型，并使用新的化妆技巧使他们的外表更加好看。
一个人对于性别的人士一般也会随着其性别过渡的进展而改变，从而因此影响他们对于宗教，哲学，或政治的看法。

### 法律方面
在世界上许多地方，跨性别者都可以改变他们的合法名称，使其与自己的性别认同一致。有些地方也允许一个人改变自己在譬如驾照，出生证明，护照等身份证件上的性别标记。这一改动在法律具体的要求要求取决于当地的法律法规；有些地方要求必须要先接受性别重置手术才可以改变身份证件上的性别标记，而其他许多地方则不需要。另外，有些要求性别重置手术的地方只接受“下身手术”，即睾丸切除术、阴道成形术、阴茎成形术、子宫切除术、卵巢切除术等等针对生殖器官的手术，而不包括乳房切除术或脸部女性化手术等，作为允许改变身份证件上的性别标记的依据。在加拿大和美国的部分州，性别标记不需要接受任何性别重置手术就可以改变，并且可以将性别标记改为X，给非二元性别人士提供了选择。

### 物理方面
性别过渡的物理方面可以和社会方面同时进行。和穿着性别肯定的衣物一样，跨性别者经常会遮掩其指定性别的性征。许多男跨性别者会束胸，而女跨性别者则会剃毛剃须。性别过渡的其他方面则需要医疗手段，例如激素替代疗法和性别重置手术。

## 哀悼性别认同
在性别过渡的过程中，和正经历性别过渡的个体亲近的人可能会有一种失落的感觉，并经历一个哀悼的过程。这种失落的感觉是一种模糊性失去，其特点在于哀悼的对象的模糊。这种感觉被描述为将正经历性别过渡的人与开始性别过渡前既一样，但又不同，或者两者都在，而又都不在。